# 七人的秘書
《七人的秘書》是朝日電視台於2020年10月22日起在「木9」時段播出的電視劇，由木村文乃主演。
2022年4月，宣佈推出電影版《七人的秘書 THE MOVIE》，預定於2022年10月7日上映。

## 登場人物

### 影之秘書軍團
- 望月千代〈33〉：木村文乃[1]（粤語配音：楊婉潼）

「東都銀行」常務秘書。
- 照井七菜〈25〉：廣瀨愛麗絲[1]（粤語配音：何凱怡）

「東都銀行」總裁秘書。秋田縣出身。
- 長谷不二子〈31〉：菜菜緒[1]（粤語配音：王綺婷）

「警視廳」警務部長秘書。警部補。
- 朴四朗〈28〉：沈恩敬[1]（童年：湯本柚子）（粤語配音：梁瑞芬）

「慶西大學醫院」院長秘書。
- 風間三和〈31〉：大島優子[1]（小學時期：西奈美怜）（粤語配音：陳雪瑩）

「東京都知事」秘書。
- 鱷淵五月〈59〉：室井滋[1]（粤語配音：黃鳳英）

家政婦。
- 萬敬太郎〈48〉：江口洋介[1]（粤語配音：伍博民）

拉麵店「萬」店主。副業為司法書士。

### 影之秘書軍團的周邊人物
- 霧島和夫：小林隆[3]（第1話、第2話、第6話－最終話）（粤語配音：陳力航）

東都銀行副總裁→總裁。
- 南勝子：萬田久子[3]（第1話、第5話、第6話）（粤語配音：姜嘉蕾）

東京都知事。
- 粟田口十三〈65〉：岸部一德[4]（第1話、第3話－最終話）（粤語配音：周鑫霆）

財務大臣。
- 望月一男：槙田雄司[3]（粤語配音：楊耀泰）

千代的哥哥。拉麵店「一」前店主。
- 黑木瞬介：坂口拓（第1話、第3話、第4話、第6話－最終話）（粤語配音：張振熙）

自由撰稿人。

## 製作團隊
- 劇本：中園美保、香坂隆史、林誠人
- 導演：田村直己（朝日電視台）、山田勇人（THE WORKS）、片山修（朝日電視台）
- 音樂：澤田完
- 主題歌：milet〈Who I am〉、〈The Hardest〉（Sony Music Labels）
- 旁白：岩下志麻
- 執行製作人：內山聖子（朝日電視台）
- 製作人：大江達樹（朝日電視台）、濱田壯瑛（朝日電視台）、大垣一穗（THE WORKS）、角田正子（THE WORKS）
- 製作協力：THE WORKS
- 製作：朝日電視台

## 播出日程
| 集數                                                                       | 播出日期 | 標題 | 劇本     | 導演     | 收視率 | 備註       |
| -------------------------------------------------------------------------- | -------- | ---- | -------- | -------- | ------ | ---------- |
| 第1話                                                                      | 10月22日 |      | 中園美保 | 田村直己 | 13.8%  | 加長20分鐘 |
| 第2話                                                                      | 10月29日 |      | 中園美保 | 田村直己 | 13.7%  |            |
| 第3話                                                                      | 11月5日  |      | 香坂隆史 | 片山修   | 13.4%  |            |
| 第4話                                                                      | 11月12日 |      | 林誠人   | 山田勇人 | 14.8%  |            |
| 第5話                                                                      | 11月19日 |      | 香坂隆史 | 田村直己 | 15.2%  |            |
| 第6話                                                                      | 11月26日 |      | 中園美保 | 片山修   | 14.6%  |            |
| 第7話                                                                      | 12月3日  |      | 中園美保 | 山田勇人 | 13.9%  |            |
| 最終話                                                                     | 12月10日 |      | 中園美保 | 田村直己 | 16.7%  | 加長15分鐘 |
| 平均收視率 14.5%（收視率由Video Research調查關東地區、家戶的即時統計資料） |          |      |          |          |        |            |

## 電影版
《七人的秘書 THE MOVIE》是2022年日本電影，由田村直己執導，中園美保編劇，木村文乃主演。

### 演員列表
- 望月千代：木村文乃[5]
- 照井七菜：廣瀨愛麗絲[5]
- 長谷不二子：菜菜緒[5]
- 朴四朗：沈恩敬[5]
- 風間三和：大島優子[5]
- 鱷淵五月：室井滋[5]
- 萬敬太郎：江口洋介[5]
- 緒方航一：玉木宏[5]
- 九十九二郎：濱田岳[5]
- 九十九美都子：吉瀨美智子[5]
- 九十九道山：笑福亭鶴瓶[5]
- 九十九三郎：内村遥[5]
- 九十九四郎：岐洲匠[5]
- 九十九五郎丸：川原瑛都[5]
- 九十九百之輔：若林豪[6]

## 外部連結
- 電視劇官方網站（日語）
- 電影版官方網站（日語）
- 七人的秘書的X（前Twitter）（日語）
- 七人的秘書的Instagram帳戶（日語）

| 日本 朝日電視台 週四晚間九點連續劇                              | 日本 朝日電視台 週四晚間九點連續劇      | 日本 朝日電視台 週四晚間九點連續劇 |
| --------------------------------------------------------------- | --------------------------------------- | ---------------------------------- |
|                                                                 | 七人的秘書 （2020年10月22日－12月10日） |                                    |
| 未解決之女 ～警視廳文書搜查官～ 第2季 （2020年8月6日－9月17日） | 虹色病歷簿 （2021年1月21日－3月18日）   |                                    |